# Slasher (2007)
Slasher ist ein deutscher Horrorfilm aus dem Jahr 2007. Die Regie führte Frank W. Montag in seinem ersten Spielfilm. Der Film ist eine Hommage an Slasherfilme wie Texas Chainsaw Massacre, Freitag der 13. oder Wrong Turn.

## Handlung
Die beiden Psychologie-Studentinnen Erin und Julie haben ihre letzte Vorlesung hinter sich und freuen sich auf die bevorstehenden Semesterferien. Am Wochenende wollen sie sich mit ein paar Freunden in der freien Natur von ihrem Alltag erholen. Doch bald müssen sie feststellen, dass aus der geplanten Erholung nichts wird. Was als lustiger Ferienspaß beginnt, wird bald zu einem wahren Albtraum. Denn schon bald steht plötzlich ein Fremder da, der nichts Gutes hoffen lässt. Ihre Freundschaft wird auf eine harte Probe gestellt. Es beginnt ein Kampf auf Leben und Tod.

## Kritiken
- Christoph Petersen schreibt in seiner Besprechung bei Filmstarts.de: „Für jeden angehenden Indie-Regisseur erweist sich Frank W. Montags Genre-Thriller als gehörige Motivationsspritze – hier bekommt man gezeigt, was auch ohne Fördermittel oder Studiofinanzierung, nur mit einem unbedingten Willen produktionstechnisch alles zu erreichen ist. Aufgrund der angestrengt wirkenden, tempoarmen zweiten Hälfte ist ‚Slasher‘ für den gemeinen Horror-Fan allerdings nur sehr eingeschränkt empfehlenswert.“[1]

- Matthias Mahr von Manifest – Das Filmmagazin: „SLASHER lehrt einen schon in den ersten Minuten das Grauen. Nicht, dass die Einführung in diesen Standard-Wald-und-Wiesen-Slasher aus der Amateurecke deshalb einen gelungenen Einstand bieten würde, in der Tat wird so ziemlich alles verschenkt, was man verschenken könnte.“[2]

- Frank Pfützenreuter von Zelluloid: „‚Slasher‘ ist für eine Independent-Produktion wirklich nicht schlecht gemacht. Es gibt viele Szenen und Kameraeinstellungen, die viel Liebe fürs Details und Atmosphäre zeigen […] Auch die Darsteller und Darstellerinnen haben ihre Rollen absolut überzeugend gespielt und machen zusätzlich optisch eine sehr gute Figur.“[3]

- Das Lexikon des internationalen Films urteilt: „Formal wie inhaltlich äußerst bescheidener Low-Budget-Trash; der deutsche Ableger eines Horror-Subgenres vermittelt eher den Eindruck eines verdrießlichen Laientheaters.“[4]